# 源博雅
源博雅（日语：／ Minamoto no Hiromasa，918年7月17日—980年11月8日）是平安時代的貴族及雅樂家，有“雅乐之神”之称。他是克明親王的第一皇子、醍醐天皇之孫。他的母親是藤原時平的女兒。他在日本朝廷的職位最高達到“非参議從三位皇后宮權大夫”，因此被稱為博雅三位。他是管弦的名手。也擅长围棋，被称为“長秋卿”。
他放棄皇室身分降入臣籍，被賜姓「源」，為醍醐源氏始祖之一。934年官敘從四位下。947年官拜中務大輔，959年右兵衛督，965年左中將。974年叙官從三位皇太后宮権大夫。
擅長雅樂，郢曲習自敦實親王、箏習自醍醐天皇、琵琶習自源修、笛習自大石峰吉、篳篥則向峰吉之子富門與良峰行正學習。最擅長大篳篥、喜愛舞與歌。
951年时曾在天皇私宴中演奏。966年受村上天皇敕令編撰「新撰樂譜（長秋卿竹譜）」（別名「博雅笛譜」）。其也是現今日本雅樂仍然演奏的樂曲「長慶子」的作曲者。

## 系譜
- 父：克明親王
- 母：藤原時平之女
- 妻：不詳
  - 男子：源信貞
  - 男子：源信明
  - 男子：源信義
  - 男子：源至光

## 文學形象

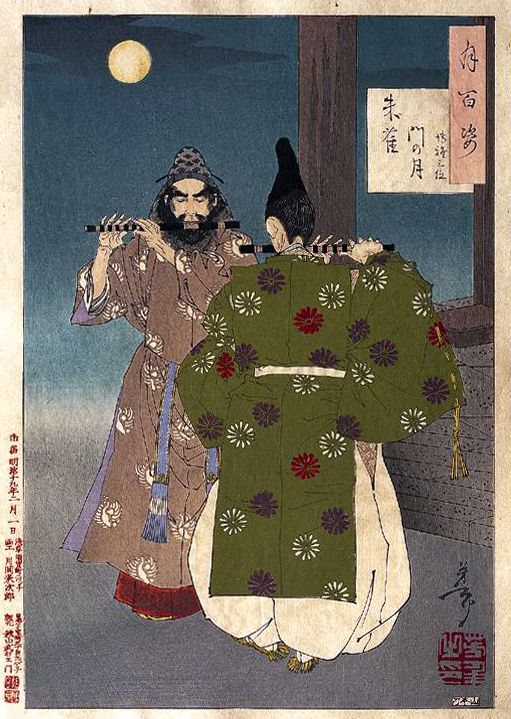
源博雅与朱雀門之鬼对笛，选自《月百姿》

源博雅在《今昔物語》等許多故事中出現，如從朱雀門之鬼手中獲得名笛「葉二」、從羅城門找回琵琶名器「玄象」、與逢坂的蟬丸相交三年 後獲傳授琵琶秘曲〈流泉〉與〈啄木〉等等。
藤原實資在日記《小右記》中評論道「稠人命云、定頼才能太賢、然而緩怠無極。如博雅（源）者、博雅文筆・管絃者也。但天下懈怠白物（しれもの）也、世以相伝、為定頼辛事也。」
在《陰陽師》（小說：夢枕獏、漫畫：岡野玲子）中，博雅以主人公安倍晴明同伴的身分登場。電影《陰陽師》、《陰陽師２》中由伊藤英明擔綱演出博雅一角。不過在現存的史料記載中，安倍晴明與源博雅並沒有確切關聯之證據。